# Buzu Squat
Buzu Squat – polski zespół muzyczny. Jego dorobek opiera się na wielu gatunkach, głównie jest to pop-rock.

## Historia
Buzu Squat został założony w 1992 roku w Warszawie.
Zespół wydał w 1993 jedyną w historii swojej działalności płytę długogrającą – Dowódcy miłości w nakładzie 40 tys. egzemplarzy, z której dwa utwory: „Przebudzenie” i „Kocie sprawy” weszły na stałe do kanonu polskiego pop-rocka. Rok później zespół wydał mini-płytę zawierającą tylko dwa utwory.
W 2002 wystąpili w Żarach na festiwalu Przystanek Woodstock, na podstawie którego powstał film dokumentalny "Przystanek Woodstock - Najgłośniejszy Film Polski" w reżyserii Jerzego Owsiaka. W tym samym roku zespół nagrał kolejny singiel – „Milion dolarów”.
W 2010 zespół po wielu latach nagrał, wspólnie z załogą żaglowca Wielki Błękit, nowy singiel zatytułowany „Nadciąga wielki błękit”.

## Dyskografia
Albumy
- 1993: Dowódcy miłości

Single
- 1994: „Przebudzenie”
- 1994: „Kocie sprawy”
- 2002: „Milion dolarów”
- 2010: „Nadciąga wielki błękit”

## Teledyski
- 1994: „Przebudzenie”
- 2002: „Milion dolarów”